# 石坂信也
石坂 信也（いしざか のぶや、1966年12月10日 - ）は、日本出身でアメリカ合衆国在住の実業家。株式会社ゴルフダイジェスト・オンライン創業者・代表取締役社長。

## 人物・来歴
東京都生まれ。石坂泰三は祖父。父石坂信雄の転勤で6歳から8年間カリフォルニア州サンマテオで過ごし、パブリック・スクールに入学。成蹊中学校・高等学校を経て、1990年成蹊大学経済学部経営学科卒業。
1990年三菱商事入社、燃料グループ配属。1997年からハーバード大学ハーバード・ビジネス・スクールに留学し、1999年に卒業してMBA（経営学修士）を取得。2000年三菱商事を退社。
従兄の木村玄一が代表取締役社長を務めるゴルフダイジェスト社から出資を受け、2000年に1人でゴルフダイジェスト・オンラインを創業し、代表取締役社長に就任。ゴルフ産業にインターネットを導入して事業展開を行い、2004年東京証券取引所マザーズに上場を果たした。
2013年ベンチャーリパブリック取締役。2015年東京証券取引所市場第一部に上場させ、同年ベルシステム24ホールディングス取締役就任。2017年日本スピードゴルフ協会代表理事。同年からカリフォルニア州サンディエゴに移住し、GDO Sports, Inc代表取締役社長としてアメリカ市場の開拓を進めた。

## 親族
東京芝浦電気社長や経団連会長を務めた石坂泰三は祖父で、命名者でもあるが、ほとんど記憶になく、城山三郎の小説を通じて言動などを学んだという。東芝アメリカ社長などを務めた石坂信雄は父。ゴルフダイジェスト社社長の木村玄一は従兄。

## テレビ番組
- 日経スペシャル ガイアの夜明け 起業するDNA～名門エリートたちの野望～（2004年6月1日、テレビ東京）[15]。